# Por tierras escocesas
Por tierras escocesas es el primer disco de estudio grabado por la banda donostiarra Duncan Dhu, y que fue publicado 1985. En realidad es un mini-álbum de estudio.

## Descripción
Formados en agosto de 1984, Duncan Dhu publicaron Por tierras escocesas, su primer trabajo, en 1985. Se trata de un miniálbum de seis temas entre los que destaca el sencillo Casablanca. Muy apartados de la escena musical donostiarra de mediados de los 80, el sonido con el que se dan a conocer Duncan Dhu es un rockabilly clásico que muy pronto les convertiría en una de las bandas más populares y originales de la segunda mitad de la década.
Para 2018, Grabaciones Accidentales editaría un CD en versión de lujo agregando 19 temas extras (maquetas y versiones en vivo), a las 6 canciones del álbum lanzado originalmente.

## Lista de canciones
| Temas Originales |                                                                |          |  |
| N.º              | Título                                                         | Duración |  |
| 1.               | «Casablanca» (Juan Ramón Viles, Diego Vasallo, Mikel Erentxun) | 3:39     |  |
| 2.               | «Tarde de fiesta» (Nicolás Picaza)                             | 3:13     |  |
| 3.               | «Por tierras escocesas» (Mikel Erentxun)                       | 3:26     |  |
| 4.               | «Film de amor» (Mikel Erentxun)                                | 2:42     |  |
| 5.               | «Lágrimas en la arena» (Diego Vasallo)                         | 3:33     |  |
| 6.               | «Extraños» (Diego Vasallo, Mikel Erentxun)                     | 3:38     |  |
| 00:00            |                                                                |          |  |

## CD 2018 con Temas Extra (Edición de lujo)
| Temas Extra |                                      |          |  |
| N.º         | Título                               | Duración |  |
| 7.          | «Mi Amor» (Mikel Erentxun)           | 3:32     |  |
| 8.          | «Bésame Mucho» (Consuelo Velázquez)  | 2:40     |  |
| 9.          | «Sir D' Hâlancourt» (Mikel Erentxun) | 2:30     |  |

| Nuevas Factorias Radio Cadena, 12 de septiembre de 1984 |                                           |          |  |
| N.º                                                     | Título                                    | Duración |  |
| 10.                                                     | «Highlanders» (Mikel Erentxun)            | 2:22     |  |
| 11.                                                     | «La Playa» (Diego Vasallo)                | 2:46     |  |
| 12.                                                     | «1954» (Mikel Erentxun)                   | 2:43     |  |
| 13.                                                     | «Fin de Amor» (Mikel Erentxun)            | 1:51     |  |
| 14.                                                     | «Just Because» (Bob Shelton, Joe Shelton) | 2:03     |  |
| 15.                                                     | «That's All Right Mama» (Arthur Crudup)   | 2:04     |  |

| Maqueta, 6 de octubre de 1984 |                                                 |          |  |
| N.º                           | Título                                          | Duración |  |
| 16.                           | «Mi amor» (Mikel Erentxun)                      | 3:54     |  |
| 17.                           | «Casablanca» (Juan Ramón Viles, Mikel Erentxun) | 4:37     |  |
| 18.                           | «Tarde de Fiesta» (Nicolás Picaza)              | 3:10     |  |
| 19.                           | «Por Tierras Escocesas» (Mikel Erentxun)        | 3:10     |  |
| 20.                           | «Bésame Mucho» (Consuelo Velázquez)             | 2:24     |  |

| Maqueta, 12 de enero de 1985 |                                                              |          |  |
| N.º                          | Título                                                       | Duración |  |
| 21.                          | «Extraños» (Mikel Erentxun, Diego Vasallo, Juan Ramón Viles) | 3:39     |  |
| 22.                          | «Lágrimas en la Arena» (Diego Vasallo)                       | 3:19     |  |
| 23.                          | «Estrella Local» (Mikel Erentxun)                            | 3:02     |  |
| 24.                          | «Fantasmas en Selkirk» (Diego Vasallo)                       | 3:13     |  |
| 25.                          | «Dublin, Años 20» (Juan Ramón Viles, Mikel Erentxun)         | 3:10     |  |
| 57:27                        |                                                              |          |  |